# Paradigm Entertainment
Paradigm Entertainment (anteriorment coneguda com a Paradigm Simulations) és una empresa que va començar especialitzar-se en la simulació de vol. L'empresa està ubicada a Texas, EUA. La companyia va treballar amb Nintendo per produir Pilotwings 64, un dels tres primers videojocs de N64 al Japó i els Estats Units i després amb EA per Beetle Adventure Racing (llançat com a HSV Adventure Racing a Austràlia). El 29 de juny de 2000, Paradigm va ser comprat per Infogrames, que llavors, aquesta la va vendre Atari a l'agost del 2000 abans THQ comprés l'empresa el maig de 2006.

## Títols
- Terminator 3: The Redemption (PS2 / Xbox / GameCube)
- Mission: Impossible: Operation Surma (PS2 / Xbox / GameCube)
- Big Air Freestyle (GameCube)
- Terminator: Dawn of Fate (PS2 / Xbox)
- MX Rider (PS2)
- Spy Hunter (PS2)
- Duck Dodgers Starring Daffy Duck (N64)
- Indy Racing 2000 (N64)
- Beetle Adventure Racing (N64)
- F-1 World Grand Prix 2 (N64) Només a Europa
- F-1 World Grand Prix (N64)
- AeroFighters Assault (N64)
- Pilotwings 64 (N64)